# Curt Hartzell
Curt Hartzell (Norrköping, 3 settembre 1891 – Stoccolma, 17 gennaio 1975) è stato un ginnasta svedese.

## Palmarès

### Olimpiadi
- 1 medaglia:
  - 1 oro (Stoccolma 1912 nel concorso svedese a squadre)